# Réforme de Taika
La réforme de Taika (大化の改新, Taika no kaishin) consiste en une série d'articles de loi rédigés au cours de la période Asuka (du milieu du VIe siècle jusqu'à 710), sous le règne de l'empereur Kōtoku en 645 (an 1 de l'ère Taika), soit peu après la mort du prince Shōtoku avec la défaite du clan Soga et l'unification du Japon qui en a résulté. Leur mise en application date vraisemblablement du début du VIIIe siècle mais aurait été attribuée à Naka no Ōe pour la faire accepter. Le prince héritier Naka no Ōe, qui régna plus tard sous le nom de Tenji Tennō, Nakatomi no Kamatari et l'empereur Kōtoku travaillèrent conjointement à la rédaction des détails de la réforme qui visait à créer un gouvernement centralisé sur le modèle chinois de la dynastie Tang, réviser le système des taxes et l’administration, créer un réseau routier et postal et redistribuer les terres (système ritsuryō).
La réforme commence avec la redistribution des terres, basée sur des idées confucéennes et des philosophies importées de Chine, mais son véritable but est de centraliser le pays afin d'augmenter le pouvoir de la cour impériale, qui est également basée sur la structure chinoise. Des observateurs et des étudiants sont envoyés en Chine pour apprendre tout du système d'écriture, de la religion, de la littérature, de l'architecture des Chinois, et même de leurs habitudes diététiques de l'époque. L'impact de ces réformes peut encore être vu aujourd'hui dans la vie culturelle japonaise.
Un édit sur les sépultures interdit aux grands de bâtir à la fois de très grandes tombes (de type kofun) et de très beaux temples. Le gouvernement favorise la construction des temples au détriment des tombes. Les morts sont incinérés selon la tradition bouddhique. Cet article met fin à la construction des kofun.

## Contexte
Après que la régence de Shōtoku Taishi ait pris fin, le clan Soga, dont sont issus les ancêtres de Shōtoku, prend le contrôle de la cour des Yamato. Le clan s'oppose à Yamashiro Ōe, fils de Shōtoku, et le tue en 643. Sous le règne de l'impératrice Kōgyoku, Soga no Iruka, chef du clan Soga, est pratiquement le chef tout-puissant de la cour. Parmi ceux qui sont contre la dictature des Soga figurent l'empereur Karu, frère de l'empereur en place, le prince Naka no Ōe, fils de l'empereur en compagnie de son ami Nakatomi no Kamatari et son gendre Soga no Ishikawamaro (cousin d'Iruka). Ils mettent fin au régime d'Iruka par un coup d'État en 645 (incident d'Isshi). Tandis que Kōgyoku renonce au trône, Karu s'élève au titre d'empereur Kōtoku. Le nouvel empereur, avec le prince impérial Naka no Ōe, émet une série de mesures de réforme qui aboutissent aux édits de la réforme Taika en 646. À cette époque, deux lettrés, Takamuko no Kuromaro et le prêtre Min (qui ont tous deux accompagnés Ono no Imoko dans ses voyages dans la Chine de la dynastie Sui où ils sont restés plus d'une décennie), sont affectés à la position de kuni no hakushi (国博士; doctorat national). Ils jouent probablement un rôle majeur dans l'élaboration de ces décrets qui, en substance fondent le système impérial et le gouvernement japonais. Le souverain, selon ces édits, n'est plus un chef de clan mais bien l'empereur du Japon (iTennō), qui dirige en fonction d'un mandat du ciel et exerce une autorité absolue.
Du point de vue contemporain, la réforme de Taika est considérée comme un système cohérent dans lequel un grand nombre de facteurs intrinsèquement dissonants ont été harmonisés, mais les changements se déroulent en une série d'étapes successives au cours de nombreuses années.
Les édits de la réforme restreignent sévèrement l'indépendance des fonctionnaires régionaux et constituent la cour impériale comme lieu d'appel et de plainte pour le peuple. En outre, les derniers édits tentent de mettre fin à certaines pratiques sociales afin d'amener la société japonaise plus en ligne avec les pratiques sociales chinoises. Néanmoins, il faudra des siècles pour que l'idéal conceptuel d'un empereur de style chinois prenne racine au Japon.

## Source de la traduction
- (en) Cet article est partiellement ou en totalité issu de l’article de Wikipédia en anglais intitulé « Taika Reform » (voir la liste des auteurs).